# Calendario tuareg
Per calendario tuareg si intende l'insieme delle conoscenze tradizionali relative alla suddivisione del tempo presso le culture nomadi del Sahara di stirpe tuareg. Come avviene con il cosiddetto calendario berbero delle regioni più a nord, anche in questa vasta area si osserva l'intrecciarsi di due tradizioni principali, una riguardante l'anno solare (connesso con il calendario giuliano ma con numerosi elementi autoctoni) e l'altra riguardante l'anno islamico, con i suoi ritmi legati alle lunazioni e non al ciclo solare.

## L'anno solare
In generale l'anno solare si basa non tanto sul calendario giuliano in uso soprattutto tra i Berberi del Nord (che è noto anche nel Sahara, per esempio tra i Kel Adagh: 1 yunayr, 2 febrayr, 3 maris, 4 ibril, 5 maya, 6 yunyuh, 7 yulyuh, 8 ghushet, 9 shutamber, 10 ektuber, 11 nuwamber, 12 dujamber), quanto soprattutto su suddivisioni dipendenti dalle condizioni meteorologiche e dalla posizione delle diverse costellazioni nel cielo.
Importante è la ripartizione in "stagioni", che peraltro differiscono da una regione all'altra pur con innegabili somiglianze. Così, nel nord del Sahara, le stagioni ricordano molto quelle del calendario giuliano:
- tafsut "primavera" (epoca dei primi raccolti, 15 fôrâr [28 febbraio]-14 mayyu [27 maggio])
- ewilan "estate" (15 mayyu [28 maggio] -14 ghusshet [27 agosto])
- amewan "autunno" (epoca di raccolti e semina, 15 ghusshet [28 agosto]-14 wânber [27 novembre])
- tagyrest "inverno" (stagione fredda e di scarsità di cibo, 15 wânber [28 novembre]-14 fôrâr [27 febbraio])

Invece, nelle regioni del Sahel (sud del Sahara), le "stagioni", di durata meno regolare, e spesso "sfasate" in dipendenza dalla latitudine e dall'altitudine, sono:
- tagrest "stagione fredda" (da fine ottobre alla fine di gennaio)
- awelan "stagione calda e secca" (4-5 mesi, da febbraio a fine giugno)
- yel o 'akasa "stagione delle piogge" (la più breve, tra luglio-agosto e settembre)
- gharat "stagione calda" (tra settembre e ottobre)

Tagrest è la prima stagione di questo "calendario". Essa ha inizio alla fine di ottobre, ed è segnalata dalla comparsa di Arturo (atri n talomt "stella della cammella"), considerato la "testa" della costellazione della cammella, il resto della quale, coincidente con l'Orsa maggiore, ha fatto la sua comparsa, a poco a poco, nella stagione precedente: prima le due stelle che costituiscono le "zampe posteriori", poi quelle anteriori, quindi le tre stelle delle vertebre del collo (il "timone" del Carro).
La stagione calda e secca, awelan, comincia tra febbraio e marzo: di solito l'inizio è caratterizzato dalla scomparsa delle pleiadi (in tuareg shet ehod "le figlie della notte"). Durante questo periodo, la cammella ha la testa abbassata. Man mano che la "testa" si solleva, i tuareg cominciano a scrutare il cielo: si avvicina la stagione delle piogge.
Il periodo che precede immediatamente la stagione delle piogge è chiamato amekessu. Così ne parla Jean Clauzel in un romanzo che fa di questo periodo dell'anno la metafora del periodo di attesa tra la fine del colonialismo francese e la stagione dell'indipendenza, che per i tuareg del Mali sarà particolarmente amara: "Nel tempo di amekessu ognuno guarda il cielo per scoprire le prime nuvole, ancora in forma di sottili filamenti bianchi e isolati, che annunciano le precipitazioni da cui il suolo sarà fecondato. Ognuno annusa l'aria per sentire un vento appena più fresco ma già carico d'umidità, con un nome dolcissimo, come accarezzato dalle labbra di chi lo nomina: elehe. Questo vento annuncia l'arrivo a nord, a sud, a est o a ovest, della pioggia e la fine della stagione della fatica e della fame".
La ricomparsa delle pleiadi, verso la fine di giugno segna l'arrivo della pioggia. Inizia la stagione favorevole di yel, nel corso della quale sorgeranno anche Amanar (Orione), il suo cane (Sirio) e soprattutto ghusshet (Canopo).
La stagione successiva, gharat, è caratterizzata dalla progressiva comparsa di tutte le stelle della "cammella", che impiegano circa un mese e mezzo ad apparire tutte. L'arrivo dell'ultima stella, la "testa", segna di nuovo l'inizio di tagrest.

## L'anno islamico
Anche presso i Tuareg, come presso i Berberi del nord, i mesi del calendario islamico possiedono, accanto ad una denominazione in arabo (dialettale) anche un nome autoctono, che talvolta non è la semplice "traduzione" o "spiegazione" del nome arabo (per esempio: "il digiuno per il Ramadan"), ma sembra risalire a denominazioni dei mesi di un calendario antico (di epoca preislamica e probabilmente anche preromana).
|    | Nome arabo                  | Nome tuareg dell'Ahaggar                        | Nome tuareg degli Iwellimmidden                  | Nome tuareg dell'Adagh                          |
| 1  | muḥàrram, cashura           | tamessedeq "la decima religiosa" (H)            | shi n dufän "quello dell'osso" (W)               | tamessedeq "la decima religiosa"                |
| 2  | sàfar                       | tallit settefet "mese nero"                     | tallit settefet "mese nero"                      | tayort ta tezzarat "prima lunetta" (D)          |
| 3  | rebìc al-àwl                | tallit ereghet"mese giallo (d'oro)"             | awjim azzarän "primo cucciolo di gazzella"       | tayort ta teshrit"seconda lunetta" (D)          |
| 4  | rebìc et-tàni               | awhim wa yezzaren "primo cucciolo di gazzella"  | awjim wa s esshin "secondo cucciolo di gazzella" | azim wa s zzaran "primo cucciolo di gazzella"   |
| 5  | jemmad l-ùla                | awhim wa ilkemen "secondo cucciolo di gazzella" | awjim wa s kerad "terzo cucciolo di gazzella"    | azim wa n ammas "cucciolo di gazzella di mezzo" |
| 6  | jemmad et-tani              | sarat "?"                                       | batta (tellit n sarat) "?"                       | azim wa s kerad "terzo cucciolo di gazzella"    |
| 7  | ràjab (shacban awl H)       | tin tneslemin "quello delle religiose"          | shi n teneslemin "quello delle religiose"        | tinamegharén "quelle che leggono"               |
| 8  | shacban (shacban et-tani H) | amezzihel "quello che corre"                    | tegg ezum "(quella che) vede il digiuno"         | gyenfo "il riposo"                              |
| 9  | ramadàn                     | azum "il digiuno"                               | shi n uzum "quello del digiuno"                  | azum "il digiuno"                               |
| 10 | shawwàl                     | tasesé "il bere"                                | téssé "il bere"                                  | tesassé ta tezzarat "il primo bere"             |
| 11 | dhu l-qàcda                 | ger muhden "tra le (due) preghiere"             | ger mudän "tra le (due) feste"                   | tesassé ta teshriyt "il secondo bere"           |
| 12 | dhu l-hìjja                 | tafaské "il sacrificio dell'âid"                | tefaské "festa del sacrificio"                   | tisabdar / tabaské "festa del sacrificio"       |

Tra le denominazioni "trasparenti", si segnalano quelle relative al mese che precede e a quello che segue il ramadan: "quello che corre" (troppo in fretta e conduce rapidamente al digiuno) / "il riposo" (cioè l'"attesa" del digiuno), e "Il bere" (liberamente: il sacrificio maggiore del mese di ramadan non è tanto l'astenersi dal cibo quanto l'astenersi dal bere).
Tra le denominazioni "arcaiche" si osservano mesi come "il mese nero" o "il mese d'oro", e "il cucciolo di gazzella" (primo, secondo e terzo), che trovano analogie nel calendario berbero arcaico rilevato in manoscritti medievali. "Il piccolo di gazzella" è anche il nome tuareg di una stella prossima a Sirio che ha un ruolo di rilievo tra le costellazioni tuareg).